# Operación Chahar
La Operación Chahar (en japonés: チャハル作戦, romanizado: Chaharu Sakusen) conocida en chino como la Campaña de Nankou (en chino: 南口戰役; pinyin: Nankou Zhanyi) ocurrió en agosto de 1937, después de la Batalla de Beiping-Tianjin a principios de la segunda guerra sino-japonesa.
Este fue el segundo ataque del Ejército de Kwantung y el ejército de Mongolia interior del príncipe Teh Wang en Mongolia Interior después del fracaso de la campaña de Suiyuan (1936). La Fuerza Expedicionaria de Chahar estaba bajo el mando directo del General Hideki Tōjō, el jefe de personal del Ejército de Kwantung. También participó una segunda fuerza de la Fuerza de Guarnición del Ferrocarril de Peiping, más tarde el 1.º Ejército bajo el mando del general Kiyoshi Katsuki.

## Orden de batalla japonesa
Las fuerzas chinas que se oponían a esta invasión de Suiyuan eran las jefaturas de pacificación de Suiyuan bajo el mando del general Yan Xishan. Fu Zuoyi, el gobernador de Suiyuan, fue nombrado comandante del 7.º Grupo de Ejércitos, y Liu Ju-ming, gobernador de Chahar, fue nombrado comandante adjunto, defendiendo Chahar con la 143.ª División y dos Brigadas. El general Tang Enbo fue enviado por Chiang Kai-shek con el 13.° y 17.° Cuerpo del Ejército Central y se convirtió en comandante en jefe de primera línea. El primer cuerpo de caballería fue enviado a Chahar bajo el mando de Chiao Cheng-shou, frente a las fuerzas mongolas de Teh Wang.

## Orden de batalla china
Tras la pérdida de Pekín, el 13.° Cuerpo de Tang Enbo (4.ª y 89.ª Divisiones) tomó posiciones en profundidad a lo largo del ferrocarril Peiking - Suiyuan en Nankou, y más atrás en Juyongguan (Paso Juyong). El 17.ª Cuerpo de Gao estacionó su 84.ª División en Chihcheng, Yanqing y Lungkuan, cubriendo el flanco del 13.° Cuerpo de las fuerzas japonesas en Chahar. La 21.ª División se desplegó en Huailai, en el ferrocarril a la retaguardia de las fuerzas de Tang. El 1.º Cuerpo de Caballería de Zhao Cheng-shou, la 143.ª División de Liu Ru-ming y dos Brigadas de Preservación de la Paz comenzaron un ataque contra las fuerzas mongolas en el norte de Chahar.

## Batallas alrededor de Nankou
El 8 de agosto, la 11.ª Brigada Mixta Independiente Japonesa, comandada por el general Shigiyasu Suzuki, comenzó su ataque en el flanco izquierdo de la posición del 13.º Cuerpo en Nankou, pero después de tres días se vio frustrada por el terreno difícil y la obstinada resistencia de los chinos. Un nuevo ataque el 11 de agosto, apoyado por tanques y aviones, tomó la estación de Nankou, luego de lo cual la brigada del general Suzuki avanzó en el paso de Juyong.
Ese mismo día, Chiang Kai-shek ordenó la activación del 14.° Grupo de Ejércitos (10.ª, 83.ª y 85.ª Divisiones) bajo el mando del general Wei Lihuang. Viniendo por ferrocarril desde Yingchia-chuang a Yi Hsien, elementos del 14.º Grupo de Ejércitos fueron enviados en una marcha de diez días a través de las llanuras al oeste de Beiping en un movimiento de acompañamiento en apoyo de las fuerzas de Tang Enbo. El 1.º Ejército chino atacó a las fuerzas japonesas en Liangxiang y Chaili para distraerlos, y envió un destacamento al Paso de Heilung para cubrir el avance del 14.º Grupo de Ejércitos. A partir de las fechas en un mapa japonés de la batalla, estas fuerzas no llegaron al área hasta septiembre, cuando era demasiado tarde, y se enfrentaron con las fuerzas japonesas del 9 al 17 de septiembre sin lograr su objetivo.
El 12 de agosto, el ejército de Tang Enbo contraatacó, rodeó a los japoneses y les cortó el suministro y las comunicaciones. El 14 de agosto, la 5.ª División de Seishirō Itagaki fue enviada en ayuda de la 11.ª Brigada Mixta Independiente en Juyongguan.
El 16 de agosto, Itagaki llegó a Nankou y comenzó un ataque envolvente en el flanco derecho del 13.º Cuerpo, haciendo un ataque de cinco puntas en Huanglaoyuan. La 7.ª Brigada de la 4.ª División bajo Shi Jue fue movida para bloquear esta maniobra, y los refuerzos de la 21.ª División de Li Xian-zhou y la 94.ª División de Zhu Huai-bing fueron movidas, participando en días de intensos combates. El 17 de agosto, el general Yan Xishan, director del Cuartel General de Pacificación de Taiyuan, ordenó al 7.º Ejército, bajo Fu Zuoyi, mover su 72.ª División y tres brigadas por ferrocarril desde Tatung a Huailai para reforzar las fuerzas del General Tang Enbo.

## Batallas alrededor de la Gran Muralla
Mientras tanto, en el norte de Chahar, el 1.° Cuerpo de Caballería chino capturó a Shangtu, Nanhaochan, Shangyi y Huateh del ejército mongol del Príncipe Teh. Elementos de la 143.ª División tomaron Zhongli, mientras que su fuerza principal llegó a Changpei. Durante este avance chino, la Fuerza Expedicionaria de Chahar japonesa bajo el Teniente General Hideki Tōjō, compuesta por la 1.ª Brigada Mixta Independiente mecanizada y la 2.ª y 15.ª Brigadas Mixtas, se reunieron para una contraofensiva desde Changpei a Kalgan.
Del 18 al 19 de agosto, la Fuerza Expedicionaria de Chahar contraatacó desde Changpei y se llevó a Shenweitaiko a la Gran Muralla y la Presa Hanno. Las fuerzas chinas dispersas y mal equipadas no pudieron detener a los japoneses, que ahora amenazaban el ferrocarril Peiking - Suiyuan en Kalgan. El 20 de agosto, el Séptimo Ejército del Gen. Fu Zuoyi desvió sus Brigadas 200.ª y 211.ª, que se habían estado moviendo hacia el sur por ferrocarril para unirse a las fuerzas del Gen. Tang Enbo, para defender a Kalgan. La 72.ª División restante de Fu llegó para reforzar a Chenpien, y su 7.ª Brigada Independiente fue enviada a defender el ferrocarril en Huailai.
El 21 de agosto, las fuerzas japonesas irrumpieron en las aldeas de Henglingcheng y Chenbiancheng. Las fuerzas del general Tang Enbo en espera de refuerzo; pero, habiendo sufrido más del 50% de bajas, todavía defendió Huailai, el Paso de Chuyung y Yenqing. La 143.a división de Liu Ju-ming retrocedió para defender a Kalgan de los japoneses que avanzaban.
El 23 de agosto, cuando la 5.ª División de Seishirō Itagaki empujó hacia Huailai desde Chenpien contra la 7.ª Brigada Independiente de Ma Yen-shou, los elementos avanzados del 14.º Grupo de Ejércitos llegó al flanco japonés en Chingpaikou, alejándose del puesto avanzado japonés y contactando a las fuerzas japonesas que avanzaban. a Chenpien y al frente más allá. Sin embargo, se retrasaron en cruzar el río Yungting, y su ataque se retrasó hasta que fue demasiado tarde para detener el avance japonés. Debido a las malas comunicaciones, tampoco pudieron vincularse con las fuerzas del general Tang En-po durante la batalla. Después de 8 días y 8 noches de lucha, Itagaki, el 24 de agosto, se unió a la 2.ª Brigada Mixta Independiente del ejército de Kwantung en Xiahuayuan.

## Retirada
El 26 de agosto, se ordenó a las fuerzas del general Tang Enbo irrumpir hacia el río Sangchien mientras que a las fuerzas de Liu Ju-ming se les ordenó retirarse al otro lado del río Hsiang-yang.
El 29 de agosto, la unidad japonesa, llamada la Columna Oui por los chinos y el Destacamento Ohizumi (大泉支隊) por los japoneses, atacó. Según Hsu Long-hsuen, esta unidad se trasladó al sur desde Tushihkou, y el 30 de agosto atacó a Yenching a través de Chihcheng, pero fue rechazada por el 17 ° Cuerpo chino. Un mapa japonés de la campaña muestra que la unidad se mudó a Guyuan (沽源) el 25 de agosto y a Xuanhua (宣化) antes del 7 de septiembre, cortando el ferrocarril en la parte trasera de las fuerzas de Tang y al este de las fuerzas chinas a lo largo de la Gran Muralla.
Según el relato chino, después de rechazar el ataque de la Columna Oui, el 17 ° Cuerpo chino se retiró para unirse al resto de la fuerza de Tang Enbo en el otro extremo del río Sangchien. Kalgan cayó ante los japoneses el 27 de agosto. Después de que las Brigadas 200 y 211 del general Fu Zuoyi fallaron en un contraataque para recuperar Kalgan, las fuerzas de Fu retrocedieron hacia el oeste para defender el ferrocarril a Suiyuan en Chaikoupao. Esto puso fin a la Operación Chahar.
Según la revista Time, el 4 de septiembre se estableció en Kalgan el Gobierno de Chahar Septentrional, alineado con Japón. Después de la caída de Kalgan, la "independencia completa" de Chahar de China fue declarada por "100 personas influyentes", encabezadas por el Príncipe Teh, un mongol projaponés que había sido durante mucho tiempo el jefe del movimiento "Mongolia Interior para los Mongoles del Interior". Fue el Príncipe Teh, con sus impuestos mongoles, quien ayudó a los japoneses a tomar Kalgan. El Príncipe Teh fue recompensado por su colaboración con la posición más alta en este nuevo estado títere japonés, el Gobierno Autónomo Unido de Mengjiang.